# Nahum Orobitg
Nahum Orobitg Pérez (ur. 18 listopada 1971) – andorski narciarz alpejski, olimpijczyk. Brał udział w igrzyskach w roku 1988 (Calgary) i 1992 (Albertville). Nie zdobył żadnych medali.

## Zimowe Igrzyska Olimpijskie 1988 w Calgary
| Konkurencja | I zjazd | I zjazd | II zjazd | II zjazd | Klas. końcowa | Klas. końcowa |
| Konkurencja | Czas    | Miejsce | Czas     | Miejsce  | Punkty        | Miejsce       |
| ----------- | ------- | ------- | -------- | -------- | ------------- | ------------- |
| Supergigant |         |         |          |          | 1:53,22       | 38.           |

## Zimowe Igrzyska Olimpijskie 1992 w Albertville
| Konkurencja   | I zjazd | I zjazd | II zjazd | II zjazd | Klas. końcowa | Klas. końcowa |
| Konkurencja   | Czas    | Miejsce | Czas     | Miejsce  | Punkty        | Miejsce       |
| ------------- | ------- | ------- | -------- | -------- | ------------- | ------------- |
| Slalom gigant | 1:11,37 | 45.     | 1:07,93  | 36.      | 2:19,30       | 38.           |
| Slalom        | AC      | DNF     | -        | -        | AC            | DNF           |
| Supergigant   |         |         |          |          | AC            | DQ            |